# НИИИ БТ
38-й Научно-исследовательский испытательный ордена Октябрьской революции Краснознамённый институт бронетанковой техники имени маршала бронетанковых войск Федоренко Я. Н., НИИБТ, 38 НИИ Минобороны России) — единственная научно-исследовательская испытательная организация Министерства обороны Российской Федерации (Минобороны России) в области бронетехники. Институт решает задачи по обоснованию основных направлений развития бронетанковых вооружений и техники (БТВТ), по разработке проектов тактико-технических требований к перспективным образцам, по поиску путей повышения боевых и эксплуатационных свойств объектов БТВТ, а также путей совершенствования системы танкотехнического обеспечения войск в мирное и военное время. 
С 2010 по апрель 2020 года входил в состав 3 ЦНИИ Минобороны России.
В институте накоплен опыт организации и постановки научных исследований и проведения испытаний. Институт располагает единственным в России и СНГ, комплексом современного экспериментального оборудования для проведения научных исследований и испытаний как бронетанковых вооружений и техники, так и военной техники на их базе, а также народнохозяйственных гусеничных и колёсных машин.
На территории действующей войсковой части при НИИЦ БТ Полигоне[прояснить] расположен один из крупнейших в мире музеев бронетехники — Военно-исторический музей бронетанкового вооружения и техники в Кубинке. Экспозиция музея включает в себя большую коллекцию танков, САУ, бронеавтомобилей различных стран мира и временных периодов.

## История
В начале 1930-х годов в СССР начался интенсивный процесс насыщения войск и сил автомобильной и бронетанковой техникой, которую необходимо было испытывать и совершенствовать. В связи с этим 4 апреля 1931 года приказом Реввоенсовета СССР был создан 22-й научно-испытательный автобронетанковый полигон (НИАБП) Управления Механизации и Моторизации Рабоче-Крестьянской Красной Армии (войсковая часть (В/Ч) 68054). Первым начальником Полигона назначается комбриг Г. Е. Прейсман.
10 июля 1931 года 23 человека личного состава Полигона прибыли на строительную площадку 1,5 км южнее станции Кубинка Белорусской железной дороги и поселились в палатках. Именно этот день позднее, приказом Министра обороны СССР № 007 от 1971 года, установлен днём образования части.
Для проведения испытаний создавалась необходимая материально-техническая база, увеличивалась численность личного состава, обеспечивались его бытовые условия. С каждым годом росли и развивались деловые связи и сотрудничество Полигона с другими научно-исследовательскими организациями, конструкторскими бюро, заводами промышленности и войсками, рос и укреплялся авторитет Полигона как военно-научного учреждения.
В 1938 году решением Комитета обороны при АБТ Полигоне АБТУ РККА был образован Музей боевых машин. Выписка из постановления № 180 Комитета обороны при СНК Союза ССР от 1 августа 1938 года «Об использовании имеющихся в РККА несерийных старых типов танков»:

Пункт 2. Создать в научно-исследовательском АБТ Полигоне АБТУ РККА Музей боевых машин (танки, бронемашины и СУ).
Отпустить на организацию Музея 50 000 рублей из фонда НКО и передать Музею:
| Рикардо          | — 1 шт. |  | Т-24               | — 2 шт. |
| Т-41             | — 2 шт. |  | Т-33               | — 1 шт. |
| ПТ-1             | — 1 шт. |  | Т-29               | — 1 шт. |
| Т-43             | — 1 шт. |  | Т-34               | — 1 шт. |
| Виккерс 12 тн    | — 2 шт. |  | Рено               | — 2 шт. |
| Карден-Лойд      | — 2 шт. |  | Т-18               | — 2 шт. |
| Транспортёр Т-26 | — 1 шт. |  | Зарядный ящик Т-26 | — 1 шт. |
| Цистерна Т-26    | — 1 шт. |  | СУ-14              | — 1 шт. |
Председатель Совета труда и обороны

В.Молотов
Из Российского Государственного Военного Архива, фонд 31811, опись 2, дело 373, лист 185)

К началу Великой Отечественной войны Полигон располагал квалифицированными и опытными инженерами-испытателями, способными грамотно и оперативно решать сложные задачи.
В предвоенный период (1931—1940 годы) НИАБП, в частности, провёл испытания лёгких танков МС, Т-26, БТ, средних танков Т-28, А-20, А-32, Т-34, тяжёлых танков Т-35 и КВ, плавающих танков Т-37, Т-38, Т-40, а также других образцов автобронетанковой техники и их составных частей. Проведённые НИАБП в этот период испытания сыграли большую роль в оснащении Красной армии автобронетанковой техникой, отвечающей современным требованиям. Накануне войны на Полигоне были испытаны, после чего поставлены на серийное производство танки Т-34 и КВ.
В годы Великой Отечественной войны перед Полигоном в первую очередь ставились задачи по оказанию непосредственной помощи войскам действующей армии — проведение большого объёма испытаний различных образцов отечественной, импортной и трофейной автобронетанковой техники. Объём испытаний в конце 1943 — начале 1944 года настолько возрос, что даже с увеличенным штатом у Полигона были изъяты работы по испытаниям автобронетанковой техники и переданы специально созданному автотракторному полигону. Начиная с этого времени, усилия коллектива бронетанкового Полигона были направлены только на испытания танков, самоходных артиллерийских установок, средств их технического обеспечения. Было испытано 306 танков и САУ, разработано и внедрено более 300 предложений и рекомендаций по устранению выявленных недостатков и совершенствованию испытанных образцов.
В послевоенный период (1946—1971 годы) произошла значительная реорганизация Полигона. Была существенно расширена и усовершенствована лабораторная база, построены испытательные сооружения, внедрены методы осциллографирования, ускоренной киносъёмки, телеметрии с использованием ЭВМ. Выполненные Полигоном в этот период научно-исследовательские испытательные работы и сделанные на основе их результатов выводы внесли значительный вклад в разработку, принятие на вооружение и дальнейшее совершенствование танков, БМП, БМД, БТР, подвижных средств технического обслуживания и ремонта, а также в разработку методов сохраняемости образцов БТВТ при длительном хранении.
С 1956 года начались работы по исследованию принципиально новых способов защиты танков от кумулятивных средств поражения и, в частности, исследования принципиальной возможности создания средств активной и динамической защиты. В это же время на полигоне были начаты работы по исследованию противоминной стойкости танков.
Усложнение задач, возлагавшихся на Полигон, которые он выполнял в течение всех послевоенных лет, привело к фактическому слиянию в его рамках функций научно-исследовательского института и испытательного учреждения. В связи с этим Директивой Генерального штаба от 5 февраля 1972 года 22-й Полигон был преобразован в 38-й Научно-исследовательский испытательный институт бронетанковой техники (38 НИИИ БТТ).
10 сентября 1972 года, в День танкиста, коллекция танков, находившаяся в ведении секретного НИИИ БТВТ, была открыта для широкой общественности и известна до сегодняшнего времени как Бронетанковый музей в Кубинке. Инициатива создания Музея принадлежала Главному маршалу бронетанковых войск А. Х. Бабаджаняну и генерал-майору-инженеру Г. В. Якубчику.
В период с 1972 по 1988 год на основе проведённых институтом испытаний и исследований были приняты на вооружение танки Т-64, Т-72 и Т-80, бронированная ремонтно-эвакуационная машина БРЭМ-1, бронетранспортёр БТР-80, комплекс управляемого вооружения «Кобра», а также ряд других объектов бронетанковой техники и их составных частей.
В период с 1988 года при участии НИИИ БТВТ были приняты на вооружение танки Т-72Б, Т-80Б, Т-80У, боевые машины пехоты БМП-2 и БМП-3, боевые машин десанта БМД-2 и БМД-3, комплекс активной защиты «Дрозд», а также ряд подвижных средств технического обслуживания и ремонта.
Директор федеральной службы по оборонному заказу генерал-полковник Сергей Александрович Маев:

Если рассматривать этапы развития наших Вооружённых сил, развития танковых войск, то этот институт стал «Меккой» не только отечественного, но всего танкостроения стран СНГ.

реорганизации
24 мая 2010, года после очередной реорганизации, 38 НИИИ был преобразован в «Научно-исследовательский испытательный центр бронетанковой техники» и включён в структуру 3 ЦНИИ Минобороны России (см. Минобороны России).
14 апреля 2020 года премьер-министр РФ Михаил Мишустин подписал распоряжение, согласно которому, 38 Научно-исследовательский испытательный институт бронетанкового вооружения и техники выведен из состава 3-го ЦНИИ Минобороны России.
скандалы
Против бывшего начальника НИИЦ БТ 3 ЦНИИ (38 НИИИ) полковника Трегубенко в 2014 г. возбуждено уголовное дело по статьям 159 («мошенничество, совершенное в особо крупном размере») и 285 (злоупотребление должностными полномочиями) УК РФ.

## Знаки отличия
За большие заслуги в разработке и испытании новой техники Институт награждён
- орденом Красного Знамени (1968 год)
- орденом Октябрьской Революции (1976 год)

В 1977 году 38-му НИИИ БТВТ присвоено имя маршала бронетанковых войск Я. Н. Федоренко

## Начальники института (года)
- Комбриг Г. Е. Прейсман (1931—1933)
- Военный инженер 1 ранга В. И. Шатилин (1933—1934)
- Военный инженер 1 ранга Д. А. Угер (1934—1937)
- Военный инженер 1 ранга И. С. Илюхин (1937—1939)
- Генерал-майор танковых войск И. К. Романов (1939—1949)
- Генерал-майор-инженер танковой службы Н. Н. Алымов (1949—1956)
- Генерал-майор-инженер танковой службы Н. В. Барыков (1956—1964)
- Генерал-майор-инженер танковой службы А. У. Тарасенко (1964—1970)
- Генерал-майор-инженер танковой службы Г. В. Якубчик (1970—1976)
- Генерал-лейтенант-инженер В. М. Антоневич (1976—1985)
- Генерал-майор В. Н. Брызгов (1985—1992)
- Генерал-майор С. И. Беспалов (1992—1995)
- Генерал-майор А. Н. Евтеев (1995—2000)
- Генерал-майор В. И. Федота (2000—2010)[5]
- Полковник О. В. Трегубенко (2010—2014[7])
- Полковник А. Л. Пантелеев (2014—2019)[8]